# أنا الحب (فلم 2009)
أنا الحب (بالإيطالية: Io sono l'amore) هو فيلم دراما رومانسي إيطالي من إخراج لوكا غواداغنينو وبطولة تيلدا سوينتون، فلافيو بارينتي، إدواردو جابريليني، ألبا رورفاكر، بيبو ديلبونو وديان فليري، صدر الفيلم في إيطاليا في 19 مارس 2010.

## روابط خارجية
- مقالات تستعمل روابط فنية بلا صلة مع ويكي بيانات